# Yoshua Bengio
Yoshua Bengio OC, FRSC (París, 1964) és un informàtic canadenc, conegut sobretot per la seva feina en xarxes neuronals artificials, aprenentatge profund i, des dels 2010s, pel seu treball en relació a la seguretat dels sistemes d'Intel·ligència Artificial (IA). Fou un dels guanyadors del Premi Turing de 2018 pels seus avenços en aprenentatge profund. És professor del Departament d'Informàtica i Recerca Operativa de la Universitat de Mont-real i director científic del Montreal Institute for Learning Algorithms (MILA).

## Carrera
Bengio va graduar-se en enginyeria elèctrica, i va fer un màster i un doctorat  en informàtica a la McGill University a Mont-real. Va fer estudis postdoctorals al MIT a Cambridge, Massachusetts, dirigit per Michael I. Jordan i als Bell Labs.
Bengio ha estat professor de la Universitat de Mont-real des de 1993, és cap del MILA (Montreal Institute for Learning Algorithms) i és co-director del projecte sobre Aprenentatge en Màquines i Cervells de l'Institut Canadenc de Recerca Avançada.
Juntament amb Geoffrey Hinton i Yann LeCun, Bengio és considerat una de les tres persones més responsables per l'avenç de l'aprenentatge profund durant les dècades de 1990 i 2000. Mentre els altres dos han acabat treballant a Google i Facebook respectivament, Bengio ha romàs al món acadèmic. Dels informàtics amb índex h de com a mínim 100, Bengio és el que té més citacions recents per dia, segons el MILA.
L'octubre de 2016, Bengio va ser el co-fundador d'Element AI, un viver d'empreses d'intel·ligència artificial amb seu a Mont-real, que converteix la recerca en IA en aplicacions de negoci reals. El maig de 2017, Bengio va anunciar que treballaria per una nova empresa tecnològica especialitzada en lleis, també amb seu a Mont-real, anomenada Botler AI, com a conseller estratègic. Bengio també és conseller tècnic i científic de Recursion Pharmaceuticals.

## LawZeroiScientist AI
A finals de maig de 2025 Bengio ha anunciat la creació  d'una organització sense ànim de lucre dedicada a desenvolupar una IA "honesta" que detecti sistemes fraudulentes que intentin enganyar els humans, anomenada LawZero i de la que n'és president.
Amb un finançament inicial de prop 30 milions de dòlars i més d'una dotzena d'investigadors, Bengio està desenvolupant un sistema anomenat Scientist AI que actuarà com a barrera de protecció contra els agents d'IA (que duen a terme tasques sense intervenció humana) que mostrin comportaments enganyosos o d'autoconservació, com ara intentar evitar que els desactivin. A diferència de les eines d'IA generativa actuals, el sistema de Bengio no donarà respostes definitives i, en canvi, donarà probabilitats de si una resposta és correcta. Treballant en paral·lel amb un agent d'IA, el model de Bengio marcaria un comportament potencialment nociu per part d'un sistema autònom, havent avaluat la probabilitat que les seves accions causin danys.
Bengio ha explicat que el primer pas per a LawZero serà demostrar que la metodologia que hi ha darrere del concepte funciona i, a continuació, persuadir les empreses o els governs perquè donin suport a versions més grans i potents. Els models d'IA de codi obert que estan disponibles gratuïtament per ser implementats i adaptats serien el punt de partida per entrenar els sistemes de LawZero, va afegir Bengio, qui insisteix que és absolutament necessari que Scientist AI tingui tan bon entrenament o millor que els models més avançats actuals.

## Premis
El 2017, Bengio fou nomenat Oficial de l'Orde del Canadà. El mateix any fou nomenat fellow de la Royal Society del Canadà, i va rebre el Premi Marie-Victorin.
Juntament amb Geoffrey Hinton i Yann LeCun, Bengio va guanyar el Premi Turing, considerat el Nobel de la informàtica, el 2018.

## Publicacions
- Ian Goodfellow, Yoshua Bengio i Aaron Courville: Deep Learning (Adaptive Computation and Machine Learning), MIT Press, Cambridge (USA), 2016. ISBN 978-0262035613.
- Neural Machine Translation by Jointly Learning to Align and Translate.
- Léon Bottou, Patrick Haffner, Paul G. Howard, Patrice Simard, Yoshua Bengio, Yann LeCun: High Quality Document Image Compression with DjVu, Arxivat 2020-05-10 a Wayback Machine. A: Journal of Electronic Imaging, Band 7, 1998, S. 410–425 doi:10.1117/1.482609
- Bengio, Yoshua; Schuurmans, Dale; Lafferty, John; Williams, Chris K. I. and Culotta, Aron (eds.), Advances in Neural Information Processing Systems 22 (NIPS'22), December 7th–10th, 2009, Vancouver, BC, Neural Information Processing Systems (NIPS) Foundation, 2009
- Y. Bengio, Dong-Hyun Lee, Jorg Bornschein, Thomas Mesnard, Zhouhan Lin: Towards Biologically Plausible Deep Learning, arXiv.org, 2016
- Bengio va contribuir un capítol a Architects of Intelligence: The Truth About AI from the People Building it, Packt Publishing, 2018, ISBN 978-1-78-913151-2, del futurista americà Martin Ford.[18]